# Перуджа (провинция)
Перуджа (на италиански: Provincia di Perugia) е провинция в Италия, в региона Умбрия.
Площта ѝ е 6334 км², а населението – около 660 000 души (2008). Провинцията включва 59 общини, административен център е град Перуджа.

## Административно деление
Провинцията се състои от 59 общини:
- Перуджа
- Асизи
- Бастия Умбра
- Беваня
- Бетона
- Вало ди Нера
- Валтопина
- Валфабрика
- Гуалдо Катанео
- Гуалдо Тадино
- Губио
- Дерута
- Джано дел'Умбрия
- Кампело сул Клитуно
- Канара
- Кастел Риталди
- Кастильоне дел Лаго
- Каша
- Колацоне
- Корчано
- Костачаро
- Лишано Никоне
- Маджоне
- Маршано
- Маса Мартана
- Монте Кастело ди Вибио
- Монте Санта Мария Тиберина
- Монтелеоне ди Сполето
- Монтефалко
- Монтоне
- Норча
- Ночера Умбра
- Паникале
- Пасиняно сул Тразимено
- Пачано
- Пиегаро
- Пиетралунга
- Поджодомо
- Пречи
- Сан Джустино
- Сант'Анатолия ди Нарко
- Селано
- Скеджа и Пашелупо
- Сиджило
- Скеджино
- Спело
- Сполето
- Тоди
- Торджано
- Треви
- Туоро сул Тразимено
- Умбертиде
- Фолиньо
- Фосато ди Вико
- Фрата Тодина
- Черето ди Сполето
- Чита дела Пиеве
- Чита ди Кастело
- Читерна